# Sant Esteve de Marenyà
Sant Esteve de Marenyà és una església al nucli de Marenyà del municipi de la Tallada d'Empordà, protegida com a bé cultural d'interès local.
L'església de Sant Esteve està situada a la part més elevada del nucli de Marenyà. És un edifici d'una sola nau amb absis semicircular i un cos afegit al mur de la banda nord. La façana, de composició simètrica, presenta una porta central formada per dos arcs de mig punt en gradació decreixent, amb llinda i timpà llis. Més amunt hi ha una obertura circular, per damunt de la qual s'eleva el campanar, actualment integrat a la fortificació construïda sobre els murs de l'església. Els murs laterals presenten, com a element més remarcable, dos grans contraforts a cada banda i diverses obertures al mur meridional.
L'absis mostra decoració de bandes llombardes, que defineixen l'alçària original de l'edifici, i dues obertures d'arc de mig punt atrompetades. L'interior del temple es cobreix amb volta de canó, i té un arc triomfal doble i cor als peus. El cos de la fortificació afegit té una elevació similar a la de l'església, i amb la integració del campanar genera un espai unitari que s'estén fins a l'absis, on s'obren espitlleres a dos nivells. El conjunt de la construcció és bastit en pedra, amb diversos tipus d'aparell, i es cobreix amb teula a dues vessants.

## Restauració

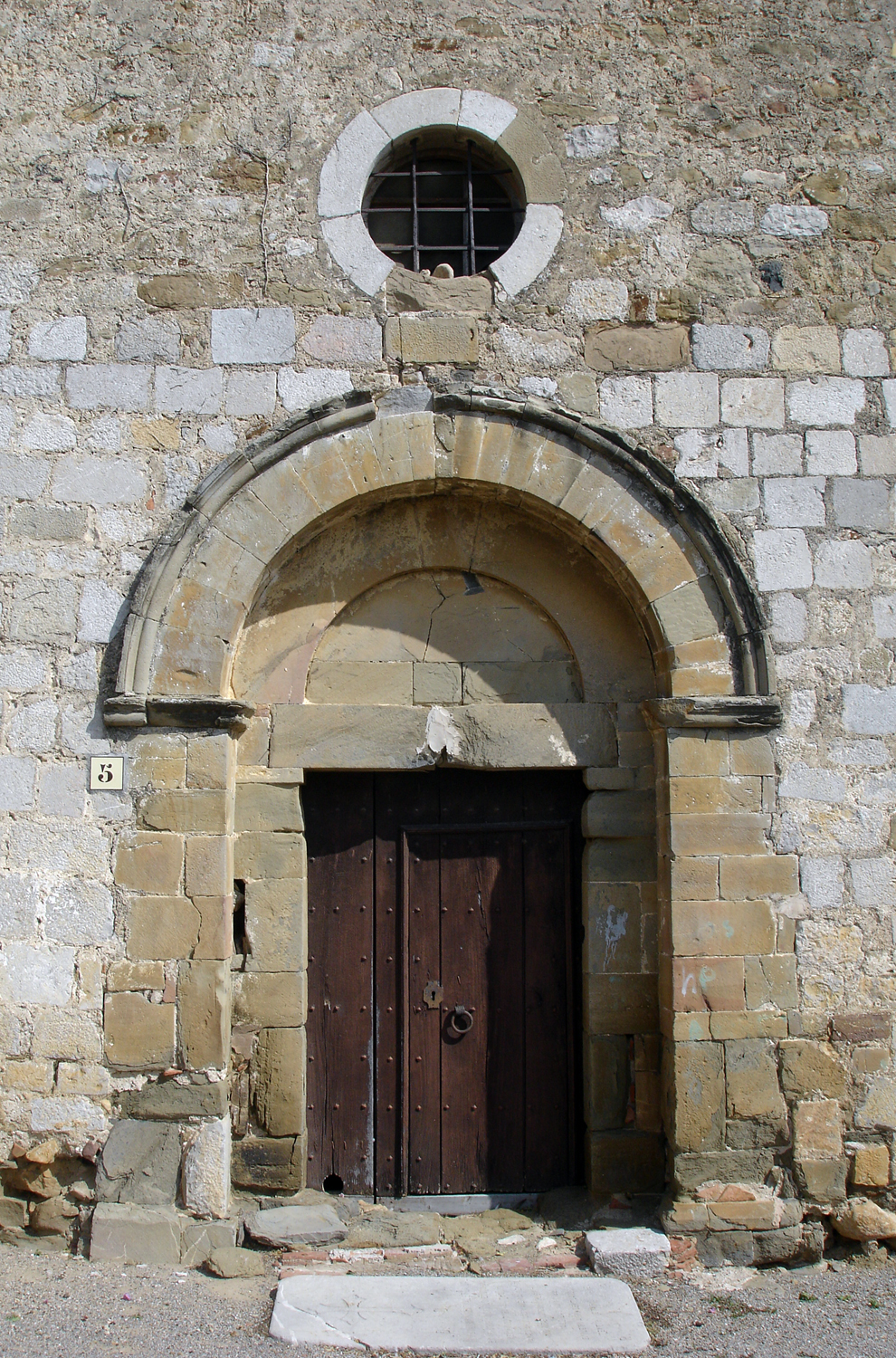
Porta principal

Els treballs de restauració del campanar van començar l'agost del 2011 i van finalitzar el passat mes d'abril. La restauració va actuar en tres fronts. En primer lloc en l'exterior de l'edifici, substituint tota la coberta del cos principal, reparant els brancals de pedra natural en mal estat de la portalada principal i de l'oracle de la sagristia, reparant les fissures en els murs exteriors i impermeabilitzant els murs de tancament, entre altres actuacions. Pel que fa a l'interior de l'església, també es van dur a terme una tasca d'impermeabilització, una reparació de la porta d'accés, intervenint en les esquerdes interiors i s'ha renovat la fusteria de les finestres, entre moltes altres petites actuacions de millora, i es van recuperar 6 metres quadrats de pintura després d'un procés de neteja de la capa pictòrica i de la seva fixació en algunes zones. Aquesta restauració formà part del programa Romànic Obert, una línia d'actuació iniciada per la Generalitat i l'Obra Social ”la Caixa” per a la conservació del patrimoni arquitectònic català.

## Història
Les primeres notícies històriques sobre aquesta església semblen situar-se en el segle xiii, tot i que l'estructura de la part més antiga de l'edifici (murs laterals, absis) té el seu origen en un període anterior dintre de l'estil romànic (s. X-XI). Al segle xiii correspondria la construcció de la façana d'accés, que conserva l'aparell de carreus regulars fins a l'alçària de la porta. En una època posterior va elevar-se el cos de fortificació per damunt de l'edificació romànica, així com els contraforts laterals, i entre els segles XVII-XVIII s'hi afegí una sagristia entre els contraforts del mur nord.
Les pintures romàniques de l'absis de l'església de Sant Esteve foren descobertes l'any 1930. Només se'n conserven restes molt fragmentàries i esborrades. Tot i que l'estructura del conjunt es manté en bon estat, la manca d'un ús habitual i el fet que el pis superior afegit, amb grans obertures sense protecció, estigui ple de coloms i en estat total d'abandó poden fer perillar la conservació de l'edifici en el futur.